# Frankfurter FV Amicitia und 1902
 Frankfurter FV Amicitia und 1902 was een Duitse voetbalclub uit Frankfurt.  

## Geschiedenis
De club ontstond in 1909 door een fusie tussen Frankfurter FC 1902 en FV Amicitia 01 Bockenheim. 
De fusieclub werd in het eerste seizoen vijfde en in het tweede seizoen negende. In 1911/12 werd de club uit de competitie gezet omdat toeschouwers van Amicitia een speler van Hanau afranselden. Doordat de competitie ook teruggebracht werd naar acht clubs mocht Amicitia het seizoen erna niet zomaar terug in de hoogste klasse aantreden en speelde nu in de tweede klasse. Tijdens de Eerste Wereldoorlog stond de competitie op een laag pitje. In 1918 won de club wel nog een regionale titel. In 1919 fuseerde de club met FVgg Germania 01 Bockenheim, dat zelf een fusie was tussen Bockenheimer FVgg 01 en FC Germania 01 Bockenheim. 